# Witold Kowalik
Witold Michał Kowalik (ur. 29 września 1938 w Żółkiewce-Osadzie zm. 4 października 2015 w Lublinie) – polski entomolog i hydrobiolog.

## Życiorys
Studiował na Uniwersytecie Marii Curie-Skłodowskiej, w 1962 ukończył naukę i uzyskał stopień magistra, w 1971 obronił doktorat, a w 1985 habilitował się. W 1990 został profesorem tytularnym, a w 1999 profesorem nadzwyczajnym w Akademii Rolniczej w Lublinie. Od 1991 przewodniczył Okręgowemu Komitetowi Olimpiady Biologicznej, od 1993 był wiceprzewodniczącym Oddziału Lubelskiego Towarzystwa Wolnej Wszechnicy, w 2000 został kierownikiem Katedry Zoologii Akademii Rolniczej w Lublinie. 
Prowadził badania z zakresu faunistyki, ekologii i bioindykacji fauny wodnej oraz ochrony środowiska. Opracował monografię wodopójek południowo-wschodniej Polski, uczestniczył w opracowaniu waloryzacji przyrodniczej, rekultywacji oraz ochrony zbiorników wodnych Poleskiego Parku Narodowego, projektowanego Janowskiego Parku Narodowego i Lubelskiego Zagłębia Węglowego. Dorobek naukowy Witolda Kowalika obejmuje ponad 100 publikacji, z czego 63 stanowi oryginalne prace badawcze.
Pochowany na Cmentarzu przy ul. Lipowej w Lublinie.

## Odznaczenia
- Złoty Krzyż Zasługi (1982);
- Medal Komisji Edukacji Narodowej (1985);
- Złota Odznaka Towarzystwa Wolnej Wszechnicy Polskiej (1985).